# Cyrkuł jasielski
Cyrkuł jasielski (niem. Jasloer Kreis) – jednostka administracyjna Cesarstwa Austrii w Królestwie Galicji i Lodomerii w latach 1791–1850 i 1854–1860 na ziemiach polskich zagarniętych przez Austrię podczas I rozbioru.

## Historia
Cyrkuł jasielski z siedzibą w Jaśle utworzono na mocy patentu z 30 sierpnia 1791 roku, który znosił cyrkuł dukielski, przenosząc urząd cyrkularny z Dukli do Jasła. Było to kontunuacją przyjętej już w listopadzie 1783 polityki dotyczącej lokalizacji siedzib urzędów cyrkularnych w świetle nowej praktyki urzędowania i wygodniejszeego położenia siedzib.

### Zniesienie cyrkułów w 1850 roku
Po wydarzeniach rewolucyjnych w latach 1848–1849, które wstrząsnęły Cesarstwem Austriackim, w 1850 roku przeprowadzono istotną reformę administracyjną mającą na celu usprawnienie zarządzania na obszarze Galicji i Lodomerii. W jej ramach cyrkuł czerniowiecki, dotychczas będący częścią Galicji, został wyodrębniony jako osobny kraj koronny. Pozostałe 19 cyrkułów zostało zniesionych i zastąpionych przez trzy okręgi rządowe: Kraków, Lwów i Stanisławów, które podzielono na 63 powiaty (niem. Bezirkshauptmannschaften). Powiaty z kolei były tworzone na podstawie nowych okręgów sądowych, od dwóch do czterech na powiat. Oznaczało to zarazem zniesienie cyrkułu jasielskiego, którego obszar podzielono między sześć Bezirkshauptmannschaften w składzie okręgu rządowego Kraków:
- Dukla – z okręgów sądowych: Dukla i Rymanów[6],
- Gorlice – z okręgów sądowych: Gorlice, Małastów i Biecz,
- Jasło – z okręgów sądowych: Jasło, Żmigród i Krempna,
- Krosno – z okręgów sądowych: Krosno, Brzozów i Domaradz[7],
- Pilzno – z okręgów sądowych: Pilzno, Radomyśl[8] i Brzostek,
- Rzeszów – z okręgów sądowych: Rzeszów, Tyczyn, Głogów[9] i Strzyżów.

### Reaktywacja cyrkułów (1854–1865)
Cyrkuł jasielski reaktywowano na mocy rozporządzenia z 24 kwietnia 1854, który przywrócił podział na cyrkuły w granicach sprzed reformy 1849, a które ugrupowano w dwa obszary administracyjne (niem. Verwaltungsgebiete) – Kraków i Lwów. Cyrkuł jasielski wszedł w skład obszaru krakowskiego.
Równocześnie, w ramach reformy uwłaszczeniowej z okresu Wiosny Ludów (1848–1849), która likwidowała jurysdykcję właściciela ziemskiego nad poddanymi, dominium galicjskie – jako podstawowa jednostka administracyjna i filar systemu feudalnego straciło rację bytu. Konieczne stało się zatem wprowadzenie nowego systemu administracyjnego, którego zręby powstały w latach 1851–1855. Utworzono wtedy 179 małych powiatów (niem. Bezirke) i ponad 6000 gmin (niem. Gemeinde). Cyrkuł jasielski podzielono na dziewięć małych Bezirków, podzielonych na 350 gmin:
| Bezirk   | Powierzchnia | Powierzchnia | Ludność | Ludność | Liczba gmin |
| Bezirk   | Mil²         | Km²          | Ogółem  | Os./km² | Liczba gmin |
| -------- | ------------ | ------------ | ------- | ------- | ----------- |
| Biecz    | 5,4          | 310,77       | 29.400  | 94,59   | 33          |
| Brzostek | 4,2          | 241,71       | 24.205  | 100,10  | 30          |
| Dukla    | 6,1          | 351,16       | 19.925  | 56,73   | 39          |
| Frysztak | 4,4          | 253,22       | 24.143  | 95,35   | 35          |
| Gorlice  | 7,7          | 442,48       | 35.082  | 79,29   | 48          |
| Jasło    | 4,7          | 270,39       | 27.992  | 103,56  | 61          |
| Krosno   | 4,5          | 258,98       | 28.828  | 111,35  | 25          |
| Strzyżów | 5,2          | 299,26       | 27.801  | 92,90   | 35          |
| Żmigród  | 5,4          | 310,77       | 21.573  | 69,41   | 44          |
| RAZEM    | 47,1         | 2940,74      | 238.939 | 81,26   | 350         |
| ŚREDNIA  | 5,23         | 326,75       | 26.548  | 90,14   | 38,89       |

Cyrkuł jasielski zniesiono 1 maja 1860 roku w ramach polityki ograniczania liczby cyrkułów. Jego terytorium podzielono między cztery sąsiednie cyrkuły:
- do cyrkułu sanockiego – włączono Bezirki Dukla, Krosno i Żmigród,
- do cyrkułu sądeckiego – włączono Bezirki Biecz i Gorlice,
- do cyrkułu rzeszowskiego – włączono Bezirk Strzyżów,
- do cyrkułu tarnowskiego – włączono Bezirki Brzostek, Frysztak i Jasło.